# O Rei Leão (trilha sonora de 2019)
The Lion King: Original Motion Picture Soundtrack é a trilha sonora original do filme de animação de 2019 da Walt Disney Pictures, O Rei Leão, lançada em 11 de julho de 2019. Composta e produzida por Elton John e Hans Zimmer, respectivamente, além da produção adicional de Stephen Lipson, David Fleming, Greg Kurstin, Matt Still, Pharrell Williams, Lebo M e Mark Mancina, a obra apresenta canções da primeira versão do filme, que serão interpretadas por Lindiwe Mkhize, Lebo M, JD McCrary, Shahadi Wright Joseph, John Oliver, Chiwetel Ejiofor, Billy Eichner, Seth Rogen, Donald Glover, Beyoncé e Elton John.
O álbum conta com uma canção nova, "Never Too Late", a qual foi co-escrita por John e Rice, com produção Greg Kurstin. O álbum conta com duas canções originais, Spirit" e "Never Too Late, interpretada por Beyoncé e Elton John, respectivamente. Em 10 de julho de 2019, o estúdio anunciou que a trilha contaria com uma versão colaborativa, The Lion King: The Gift, gerido por Beyoncé e que contará com a presença de vários artistas.

## Antecedentes
Em 28 de setembro de 2016, Jon Favreau foi anunciado como diretor de um remake de O Rei Leão, com música produzida por Elton John e Tim Rice. Em 1 de novembro de 2017, Hans Zimmer, compositor do filme original e que também compôs para o filme Iron Man, dirigido por Favreau, afirmou que retornaria ao filme para recompor a trilha sonora. Inicialmente, Zimmer hesitou em voltar para o filme, afirmando que "tem trabalhado arduamente para não arruinar coisas com a tentativa de aperfeiçoamento". No entanto, apoiou a composição da nova trilha, afirmando: "Subitamente percebi que meu lugar nesta versão era: tentar um grande experimento e usar minha banda e orquestra, ir à África, trabalhar com Lebo e com musicistas extraordinários ao redor do mundo." Em comparação ao trabalho ao filme de 1994, Zimmer relatou: "Estou fazendo isso porque há significado para muitas pessoas. Estou trabalhando com meus musicistas porque quero alcançar um ótimo desempenho." Em contrapartida, o compositor fez uma estruturação diferente na trilha sonora, com a tentativa de ensaiá-la e gravá-la como uma apresentação ao vivo.
Em 28 de novembro de 2017, Elton John afirmou que havia assinado o projeto para retrabalhar as canções do filme original antes de se aposentar. No dia seguinte, Beyoncé foi anunciada como uma das colaboradoras de Elton. Em 18 de fevereiro de 2018, foi anunciado que quatro canções do filme original seriam incluídas, sendo elas "Circle of Life", "I Just Can't Wait to Be King", "Hakuna Matata" e "Can You Feel the Love Tonight", esta última performada por Donald Glover, Seth Rogen e Billy Eichner. Em 3 de fevereiro de 2019, foi divulgado que "Be Prepared" faria parte do filme. Em relação a esta atualização, Favreau afirmou: "[A experiência] não é criar novas canções, mas tentar construir algo memorável, engraçado e formador entre as pessoas." A trilha sonora e as demais canções do remake foram influenciadas pelo musical da Broadway O Rei Leão, no qual Favreau sentiu que "[Zimmer e John] realmente exploraram as raízes da música por intermédio do musical".
Em 9 de fevereiro de 2018, John revelou que, ao lado de Tim Rice e Beyoncé, criariam uma canção original para o filme. Em relação à canção, Favreau afirmou: "Beyoncé escreveu a canção no espírito da produção, ao lado de Lebo M., o qual trabalha com Hans Zimmer. A colaboração entre os dois foi importante para que a canção fizesse parte, de forma orgânica, da nova produção cinematográfica." Lançada em 10 de julho de 2019, a canção "Spirit", interpretada por Beyoncé, foi anunciada como composição dos créditos finais da obra.
Elton e Rice escreveram "Never Too Late", para os créditos finais do filme, interpretada por Elton. Ademais, o filme contará com uma versão cover de The Lion Sleeps Tonight, criada por The Tokens e interpretada por Rogen e Eichner, bem como "He Lives in You", interpretada por Lebo M. Com a produção de cinco faixas por Pharrell Williams, a trilha sonora foi lançada digitalmente em 11 de julho de 2019 e fisicamente em 19 de julho de 2019.

## Alinhamento de faixas
Todas as faixas escritas e compostas por Elton John e Tim Rice, exceto onde escrito. 
| N.º | Título                                                                                                  | Interpretada por                                                 | Duração |  |
| 1.  | "Circle of Life"                                                                                        | Lindiwe Mkhize, Lebo M                                           | 4:01    |  |
| 2.  | "Life's Not Fair"                                                                                       |                                                                  | 1:43    |  |
| 3.  | "Rafiki's Fireflies"                                                                                    |                                                                  | 1:52    |  |
| 4.  | "I Just Can't Wait to Be King"                                                                          | JD McCrary, Shahadi Wright Joseph, John Oliver                   | 3:22    |  |
| 5.  | "Elephant Graveyard"                                                                                    |                                                                  | 6:38    |  |
| 6.  | "Be Prepared" (versão de 2019)                                                                          | Chiwetel Ejiofor                                                 | 2:03    |  |
| 7.  | "Stampede"                                                                                              |                                                                  | 7:46    |  |
| 8.  | "Scar Takes the Throne"                                                                                 |                                                                  | 2:50    |  |
| 9.  | "Hakuna Matata"                                                                                         | Billy Eichner, Seth Rogen, JD McCrary, Donald Glover             | 4:11    |  |
| 10. | "Simba Is Alive!"                                                                                       |                                                                  | 3:38    |  |
| 11. | "The Lion Sleeps Tonight" (escrita por Luigi Creatore, Hugo Peretti, George David Weiss, Solomon Linda) | Eichner, Rogen                                                   | 1:24    |  |
| 12. | "Can You Feel the Love Tonight"                                                                         | Beyoncé Knowles-Carter, Donald Glover, Billy Eichner, Seth Rogen | 3:02    |  |
| 13. | "Reflections of Mufasa"                                                                                 |                                                                  | 5:09    |  |
| 14. | "Spirit" (escrita por Ilya Salmanzadeh, Labrinth, Beyoncé Knowles-Carter)                               | Beyoncé                                                          | 4:33    |  |
| 15. | "Battle for Pride Rock"                                                                                 |                                                                  | 11:01   |  |
| 16. | "Remember"                                                                                              |                                                                  | 3:09    |  |
| 17. | "Never Too Late"                                                                                        | Elton John, Lebo M                                               | 4:09    |  |
| 18. | "He Lives in You" (escrita por Mark Mancina, Jay Rifkin, Morake)                                        | Lebo M                                                           | 5:05    |  |
| 19. | "Mbube" (escrita por Solomon Linda)                                                                     | Lebo M                                                           | 1:56    |  |

## Edição brasileira
A adaptação de letras foi feita por Eliana Estevão, Alfredo Marco, Telmo Perle Münch, Marcelo Coutinho, Renato Lopez, Javier Porton, Maurício Seixas e Mariana Elisabetsky.
| O Rei Leão (Trilha Sonora Original em Português) |                                  |                                                                                       |                                                                |         |  |
| N.º                                              | Título                           | Compositor(es)                                                                        | Interpretada por                                               | Duração |  |
| 1.                                               | "Ciclo Sem Fim/Nants' Ingonyama" | Alfredo Marco Eliana Estevão                                                          | Graça Cunha                                                    | 4:01    |  |
| 2.                                               | "Life's Not Fair"                |                                                                                       | Hans Zimmer                                                    | 1:43    |  |
| 3.                                               | "Rafiki's Fireflies"             |                                                                                       | Hans Zimmer                                                    | 1:52    |  |
| 4.                                               | "O Que Eu Quero Mais É Ser Rei"  | Telmo Perle Münch                                                                     | Carol Roberto, João Vitor Mafra & Marcelo "Salsicha" Caodaglio | 3:22    |  |
| 5.                                               | "Elephant Graveyard"             |                                                                                       | Hans Zimmer                                                    | 6:38    |  |
| 6.                                               | "Se Preparem" (versão de 2019)   | Javier Ponton Marcelo Coutinho Mauricio Seixas Renato López Münch Mariana Elisabetsky | Rodrigo Miallaret                                              | 2:03    |  |
| 7.                                               | "Stampede"                       |                                                                                       | Hans Zimmer                                                    | 7:46    |  |
| 8.                                               | "Scar Takes the Throne"          |                                                                                       | Hans Zimmer                                                    | 2:50    |  |
| 9.                                               | "Hakuna Matata"                  | Münch                                                                                 | Ivan Parente, Glauco Marques, João Vitor Mafra & Icaro Silva   | 4:11    |  |
| 10.                                              | "Simba Is Alive!"                |                                                                                       | Hans Zimmer                                                    | 3:38    |  |
| 11.                                              | "Quem Dorme É O Leão"            | Münch Mariana Elisabetsky                                                             | Ivan Parente & Glauco Marques                                  | 1:24    |  |
| 12.                                              | "Nesta Noite o Amor Chegou"      | Ponton Coutinho López Münch                                                           | Iza, Ícaro Silva, Glauco Marques & Ivan Parente                | 3:02    |  |
| 13.                                              | "Reflections of Mufasa"          |                                                                                       | Hans Zimmer                                                    | 5:09    |  |
| 14.                                              | "Spirit"                         | Ilya Salmanzadeh Labrinth Beyoncé Knowles-Carter                                      | Beyoncé                                                        | 4:33    |  |
| 15.                                              | "Battle for Pride Rock"          |                                                                                       | Hans Zimmer                                                    | 11:01   |  |
| 16.                                              | "Lembre-Se"                      |                                                                                       | Hans Zimmer                                                    | 3:09    |  |
| 17.                                              | "Never Too Late"                 |                                                                                       | Elton John                                                     | 4:09    |  |
| 18.                                              | "He Lives in You"                | Mark Mancina Jay Rifkin Morake                                                        | Lebo M.                                                        | 5:05    |  |
| 19.                                              | "Mbube"                          | Solomon Linda                                                                         | Lebo M.                                                        | 1:56    |  |
| Duração total:                                   | Duração total:                   | Duração total:                                                                        | Duração total:                                                 | 1:17:00 |  |

## Edição portuguesa
| O Rei Leão (The Lion King) [Banda Sonora Original em Português] |                                     |                                                                    |         |  |
| N.º                                                             | Título                              | Interpretada por                                                   | Duração |  |
| 1.                                                              | "Ciclo Sem Fim/Nants' Ingonyama"    | Débora Gonçalves                                                   | 4:01    |  |
| 2.                                                              | "A Vida Não é Justa"                | Hans Zimmer                                                        | 1:43    |  |
| 3.                                                              | "Os Pirilampos do Rafiki"           | Hans Zimmer                                                        | 1:52    |  |
| 4.                                                              | "Eu Mal Posso Esperar Para Ser Rei" | Gabriel Capelo, Filipa Ferreira & Carlos Macedo                    | 3:22    |  |
| 5.                                                              | "Cemitério de Elefantes"            | Hans Zimmer                                                        | 6:38    |  |
| 6.                                                              | "Preparados" (versão de 2019)       | Mário Redondo                                                      | 2:03    |  |
| 7.                                                              | "Debandada"                         | Hans Zimmer                                                        | 7:46    |  |
| 8.                                                              | "Scar Apodera-se do Trono"          | Hans Zimmer                                                        | 2:50    |  |
| 9.                                                              | "Hakuna Matata"                     | Sérgio Calvinho, José Raposo, Gabriel Capelo & Manuel Moreira      | 4:11    |  |
| 10.                                                             | "O Simba Está Vivo!"                | Hans Zimmer                                                        | 3:38    |  |
| 11.                                                             | "Quem Dorme É O Leão"               | Sérgio Calvinho & José Raposo                                      | 1:24    |  |
| 12.                                                             | "Esta Noite o Amor Chegou"          | Soraia Tavares, Manuel Moreira, Sérginho Calvinho & Manuel Moreira | 3:02    |  |
| 13.                                                             | "Reflexos de Mufasa"                | Hans Zimmer                                                        | 5:09    |  |
| 14.                                                             | "Spirit"                            | Beyoncé                                                            | 4:33    |  |
| 15.                                                             | "Batalha pela Pedra do Reino"       | Hans Zimmer                                                        | 11:01   |  |
| 16.                                                             | "Lembra-Te"                         | Hans Zimmer                                                        | 3:09    |  |
| 17.                                                             | "Never Too Late"                    | Elton John                                                         | 4:09    |  |
| 18.                                                             | "He Lives in You"                   | Lebo M                                                             | 5:05    |  |
| 19.                                                             | "Mbube"                             | Lebo M                                                             | 1:56    |  |
| Duração total:                                                  | Duração total:                      | Duração total:                                                     | 1:17:00 |  |

## The Lion King: The Gift
Em 9 de julho de 2019, foi revelado que Beyoncé produziria e realizaria a curadoria de um álbum intitulado The Lion King: The Gift, que contará com canções inéditas inspiradas pelo filme, bem como "Spirit", da trilha sonora original. Segundo Beyoncé, o álbum é um "cinema sônico" e que o filme é "uma nova experiência narrativa". Influenciado por R&B, música pop, hip hop e afrobeat, Beyoncé descreveu que: "Cada canção foi escrita pra refletir a narrativa do filme a fim de dar uma chance ao ouvinte de criar o seu próprio ideário, enquanto ouve a uma interpretação contemporânea. [A curadoria] foi importante tanto para selecionar os melhores artistas, quanto para selecionar os melhores produtores da África. A autenticidade foi importante para mim."